# Comuna de Jaworzyna Śląska
Jaworzyna Śląska (polaco: Gmina Jaworzyna Śląska) é uma gminy (comuna) na Polónia, na voivodia de Baixa Silésia e no condado de Świdnicki (dolnośląski). A sede do condado é a cidade de Jaworzyna Śląska.
De acordo com os censos de 2007, a comuna tem 10 337 habitantes, com uma densidade 153,5 hab/km².

## Área
Estende-se por uma área de 67,34 km², incluindo:
- área agricola: 84%
- área florestal: 7%

## Demografia
Dados de 30 de Junho 2004:
|                      | Total   | Total | Mulheres | Mulheres | Homens  | Homens |
| -------------------- | ------- | ----- | -------- | -------- | ------- | ------ |
|                      | pessoas | %     | pessoas  | %        | pessoas | %      |
| População            | 10 294  | 100   | 5372     | 52,2     | 4922    | 47,8   |
| Densidade (pop./km²) | 152,9   | 100   | 79,8     | 79,8     | 73,1    | 73,1   |

De acordo com dados de 2002, o rendimento médio per capita ascendia a 1102,75 zł.

## Comunas vizinhas
- Strzegom, Świdnica, Świdnica, Świebodzice, Żarów